# 리기산
리기산(독일어: Rigi)는 스위스 중부에 위치한 산으로 높이는 1,798m이다. 루체른호와 추크호에 둘러싸여 있으며 루체른주와 슈비츠주 사이에 걸쳐 있다. 여름에는 하이킹, 겨울에는 스키와 썰매를 즐기려는 사람들이 이 곳을 찾는다. 흔히 “산의 여왕”이라는 별칭으로 부르기도 한다.
1871년 5월 21일 유럽 최초의 산악 열차가 개통된 곳이다. 아트-골다우역과 피츠나우역을 연결하는 랙 철도(리기 철도에서 운영함), 베기스에서 리기-칼트바트를 연결하는 곤돌라 리프트, 크레벨역에서 리기-샤이덱역을 연결하는 케이블카가 운행된다.

## 어원
리기라는 이름은 스위스 고지 독일어(이하 OHG) rîhan(주름, 끈)에서 유래한 스위스 고지 독일 *rigî (수평선, 줄, 띠)에서 따온 것이다. OHG rîga(행, 줄무늬, 고랑)은 서쪽에서 동쪽으로 산을 둘러싸고 있는 수평 바위 난간과 잔디띠를 딴 것으로 추정된다. 그 이름은 1350년에 리기눈(Riginun)으로 처음 기록되었다.
이름은 알브레히트 폰 본슈테텐(1479)에 의해 Regina montium ‘산의 여왕’으로 해석되었지만, Rigena를 대체 형태로 제공한다.
레지나에 대한 본슈테텐의 해석은 17세기에 영향을 미쳤으며, 18세기 여행기에서도 여전히 반복되었다. 카를 차이(Goldau und seine Gegend, 1807)는 이 라틴화를 비판하고 대신 mons Rigidus를 주장했다. 19세기 후반에 많은 저자들이 그 이름의 추정되는 기원으로 Rigidus 또는 regina를 반복했다. 남성과 여성 사이에 교대로 이름의 문법적 성이 설명으로 두 가지 가능성도 제시되었다. 브란트슈테터(Die Rigi, 1914)는 마침내 이러한 해석을 불신하고, 고대 독일의 rîga(현대 독일어의 기원)의 기원을 확립했다.

## 지리

### 지질
엄격히 따지면, 리기는 알프스의 일부가 아니며, 대신 스위스고원에 속한다. 알프스의 결정편암과 플리시와 달리 대부분 몰라세와 다른 역암으로 구성되어 있다.

### 봉우리
| 봉우리명                          | 해발      | 주         |
| --------------------------------- | --------- | ---------- |
| 리기 쿨름                         | 1,797.5 m | SZ         |
| 로트슈톡                          | 1,658 m   | LU/SZ 경계 |
| 도세                              | 1,684 m   | LU/SZ 경계 |
| 샤이덱                            | 1,658 m   | SZ         |
| 피츠나워슈톡 (LU)/거자워슈톡 (SZ) | 1,452 m   | LU/SZ 경계 |
| 리기 호히플뤼 (유르미베르크)      | 1,698 m   | SZ         |

## 교통

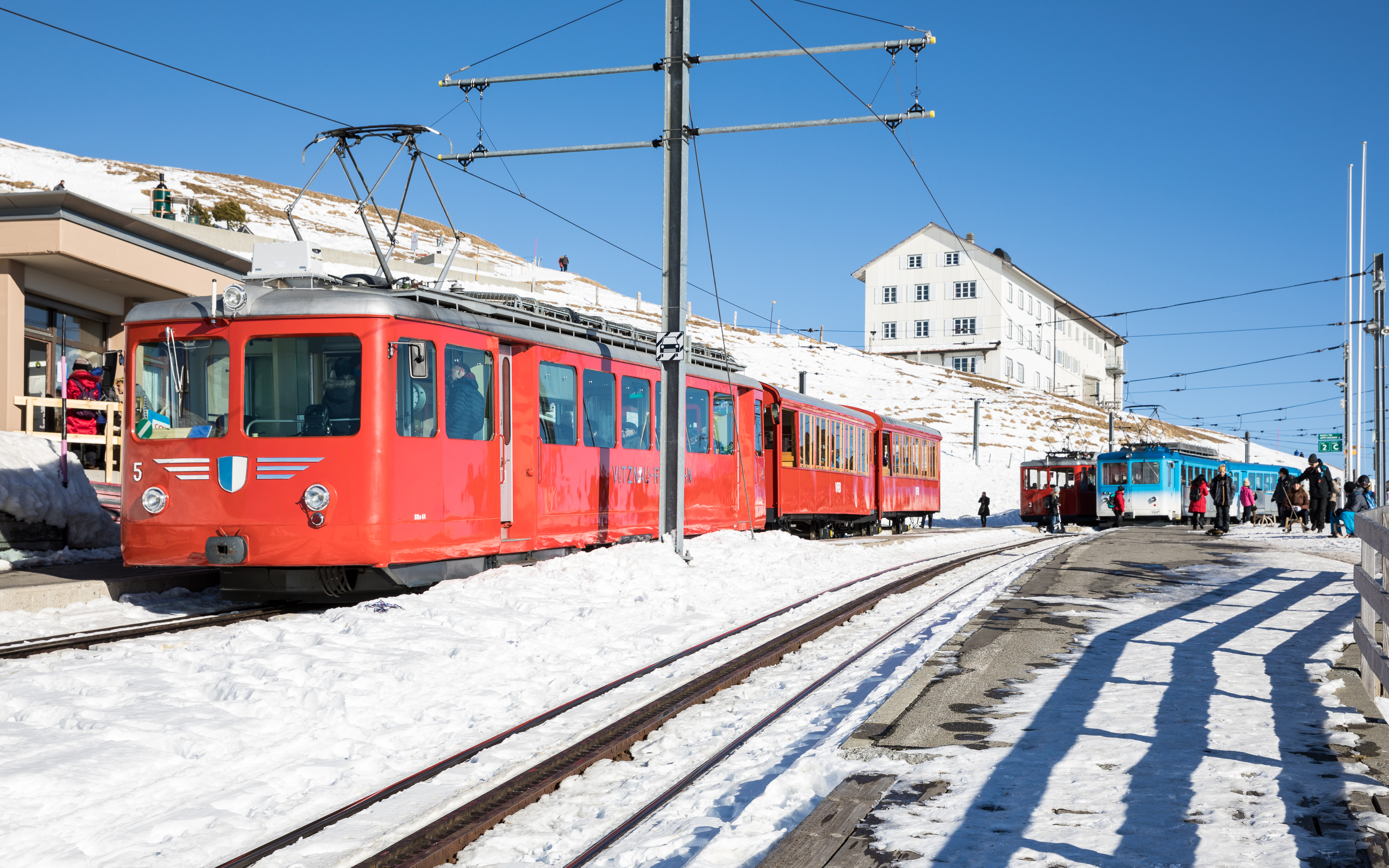
리기-쿨름역

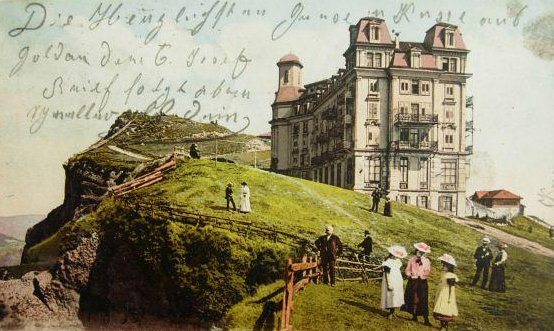
리기의 우편엽서 (1906), 리기 쿨름 호텔이 보인다

리기산을 오를 때 이용할 수 있는 대중 교통수단은 여러 가지가 있다.
리기철도가 운영하는 아트-골다우 및 피츠나우에서 랙 철도를 이용한다. 피츠나우-리기 철도는 1871년 5월 21일에 운행을 시작했으며, 유럽 최초의 산악 철도였다. 1875년 6월 4일 아트-리기 철도가 완공되어 산 반대편에서 접근할 수 있게 되었다. 이 철도는 각각 1937년과 1907년에 전철화되었으며, 아트-리기 철도는 세계 최초의 전철화된 표준궤 랙 철도가 되었다. 두 노선 모두 정상인 리기 쿨름까지 이어진다.
- 베기스에서 리기-칼트바트까지 곤돌라 리프트 이용.
- 아트-리기 철도 노선의 크레벨역에서 리기-샤이덱까지 케이블카 이용.

## 레크레이션
리기산은 약 90k㎡ 크기의 레크리에이션 및 스포츠 공간을 제공하며 방문자가 다양한 표시 지점에서 150km의 탁 트인 전망을 즐길 수 있는 잘 관리된 다양한 산책로 또는 산악 하이킹을 제공한다. 하이킹 코스 근처에 수많은 공공 그릴 스테이션이 있다.
리기는 또한 겨울 스포츠와 기타 겨울 레크리에이션 활동을 하는 사람들의 목적지이기도 하다.

## 문화

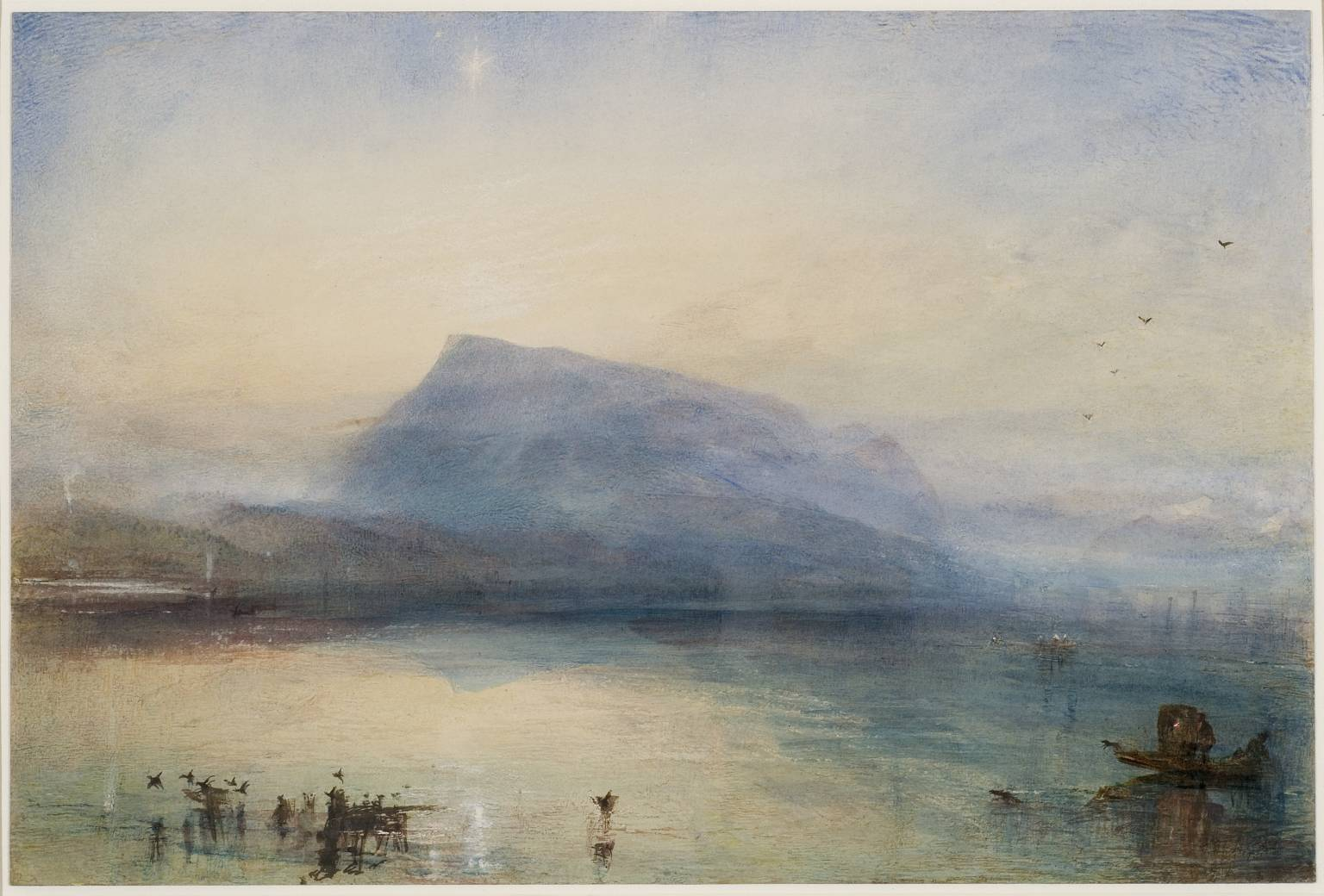
더 블루 리기 선라이즈 by 조지프 터너 (수채화, 1842)

리기는 그림과 문학 출판물을 포함한 많은 예술 작품에 등장했다. 리기의 가장 유명한 그림은 《더 블루 리기 썬라이즈》(The Blue Rigi, Sunrise)를 포함한 조지프 말로드 윌리엄 터너의 시리즈일 것이다. 이 중 몇 가지는 런던의 테이트 브리튼 아트 갤러리 컬렉션에 있다.
마크 트웨인은 1870년대 후반 중부 유럽을 여행하는 동안 리기를 방문하기도 했으며, 그의 여행에 대해 쓴 《해외유랑기》(A Tramp Abroad) 28장이다.
아브라함 카한(Abraham Cahan)의 소설 《데이비드 레빈스키의 부흥》(The Rise of David Levinsky, 1917)에 리기 쿨름이라는 캐츠킬 리조트(Catskills)가 있다.
뉴질랜드 웰링턴에 있는 내리막길인 리기는 산의 이름을 따서 명명되었으며, 수년 동안 코치 라이더의 주요 도로로 사용되었다.
1868년 7월 9일, 제라드 맨리 홉킨스는 스위스를 3주간 여행하는 동안 리기 대산괴의 가장 높은 봉우리인 리기 쿨름을 올랐다. 기선으로 루체른에서 퀴스나흐트까지, 거기서부터 이멘제까지 걸어가서, 거기서 추크 호수를 건너 아트(슈비츠주)까지, 다시 그곳에서 리기를 올라갔다.

## 갤러리

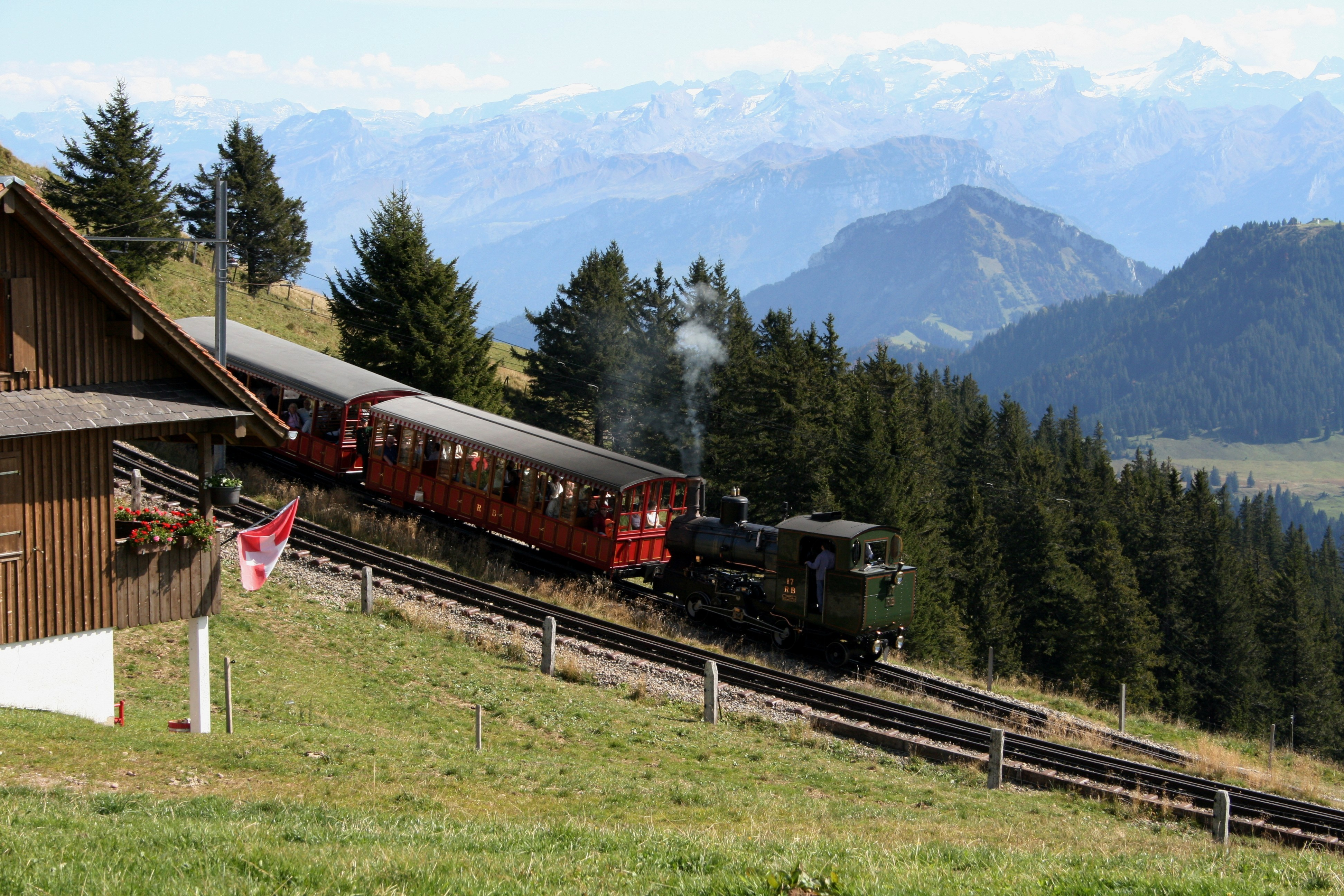
증기기관치
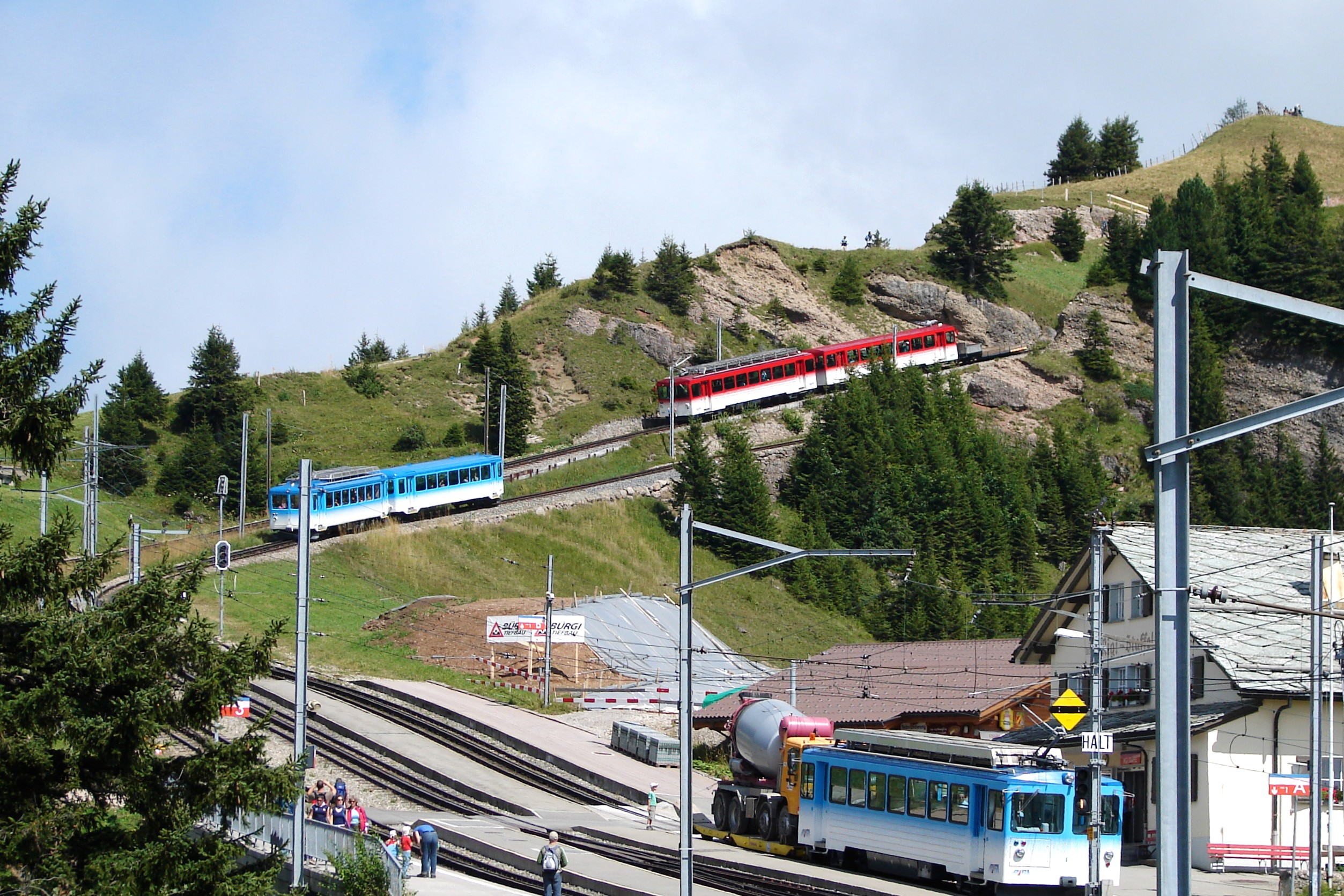
정상 근처의 역
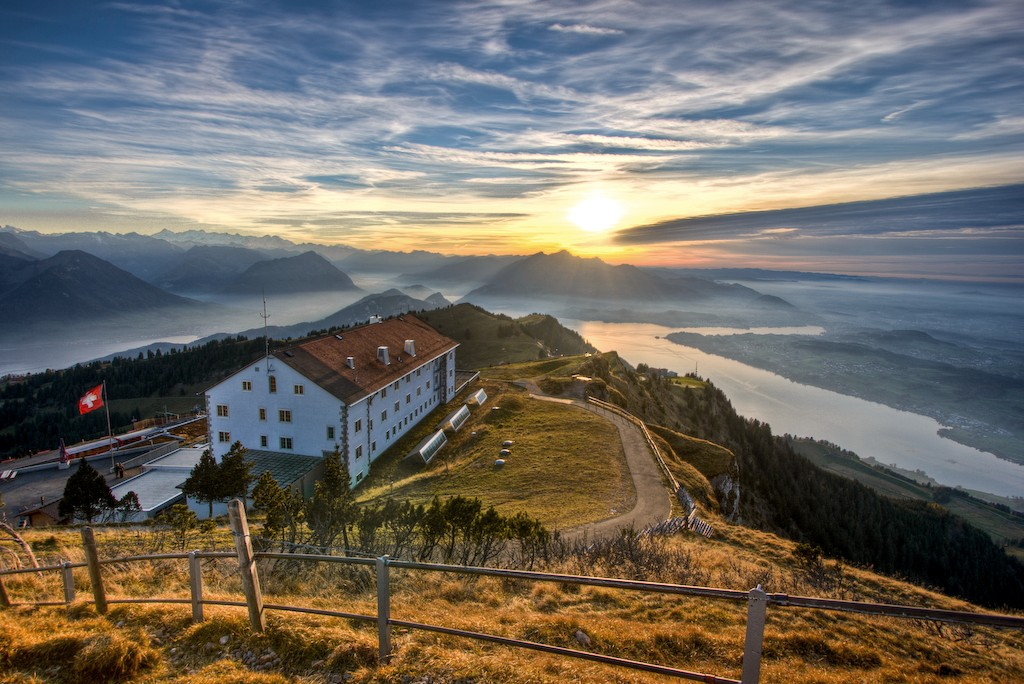
정상에서 본 풍경
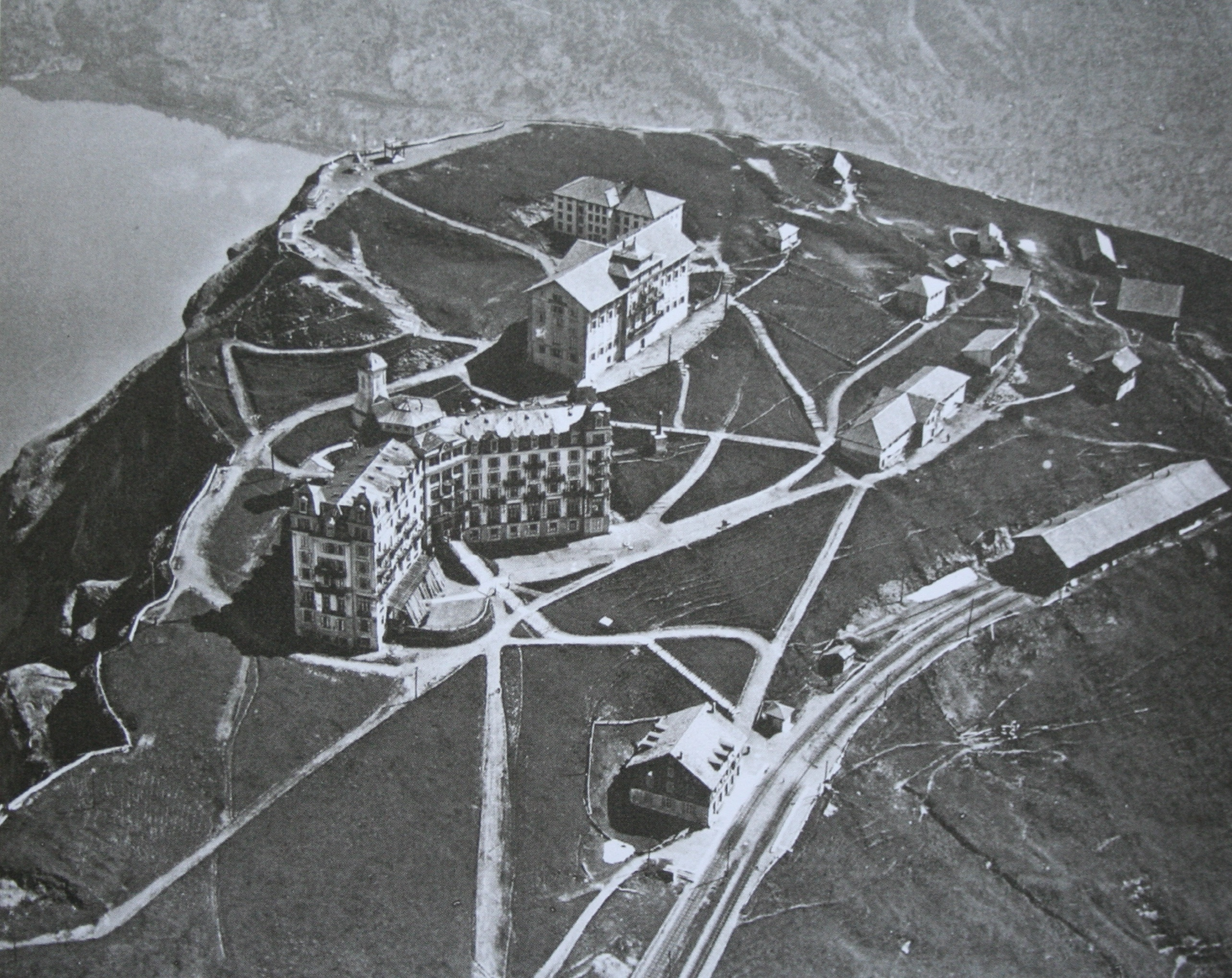
리기 쿨름, 1920
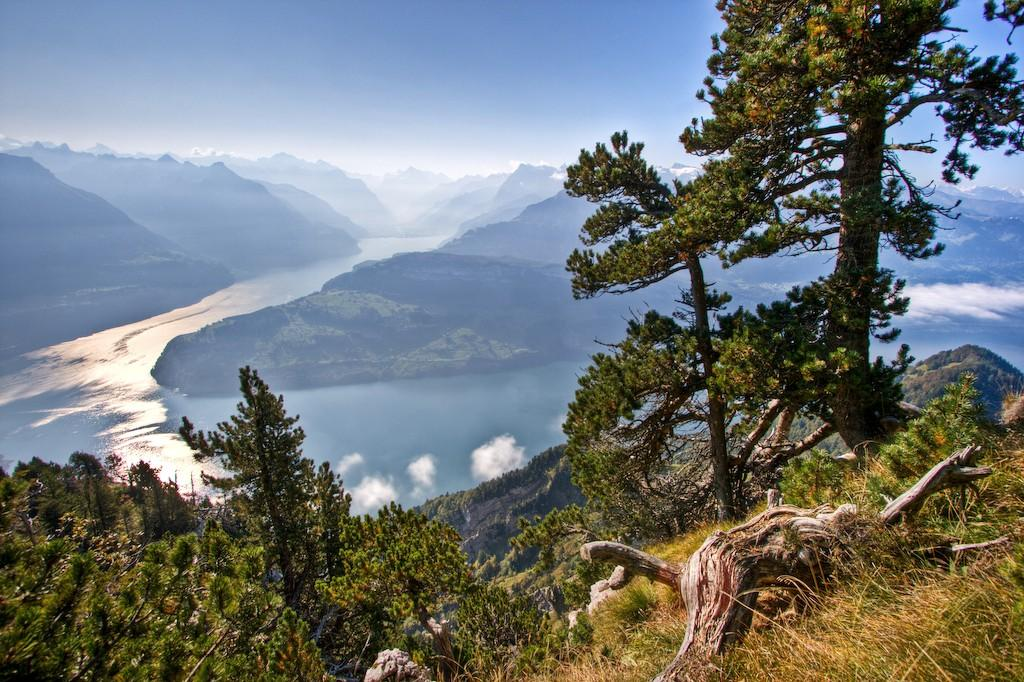
리기에서 본 루체른호
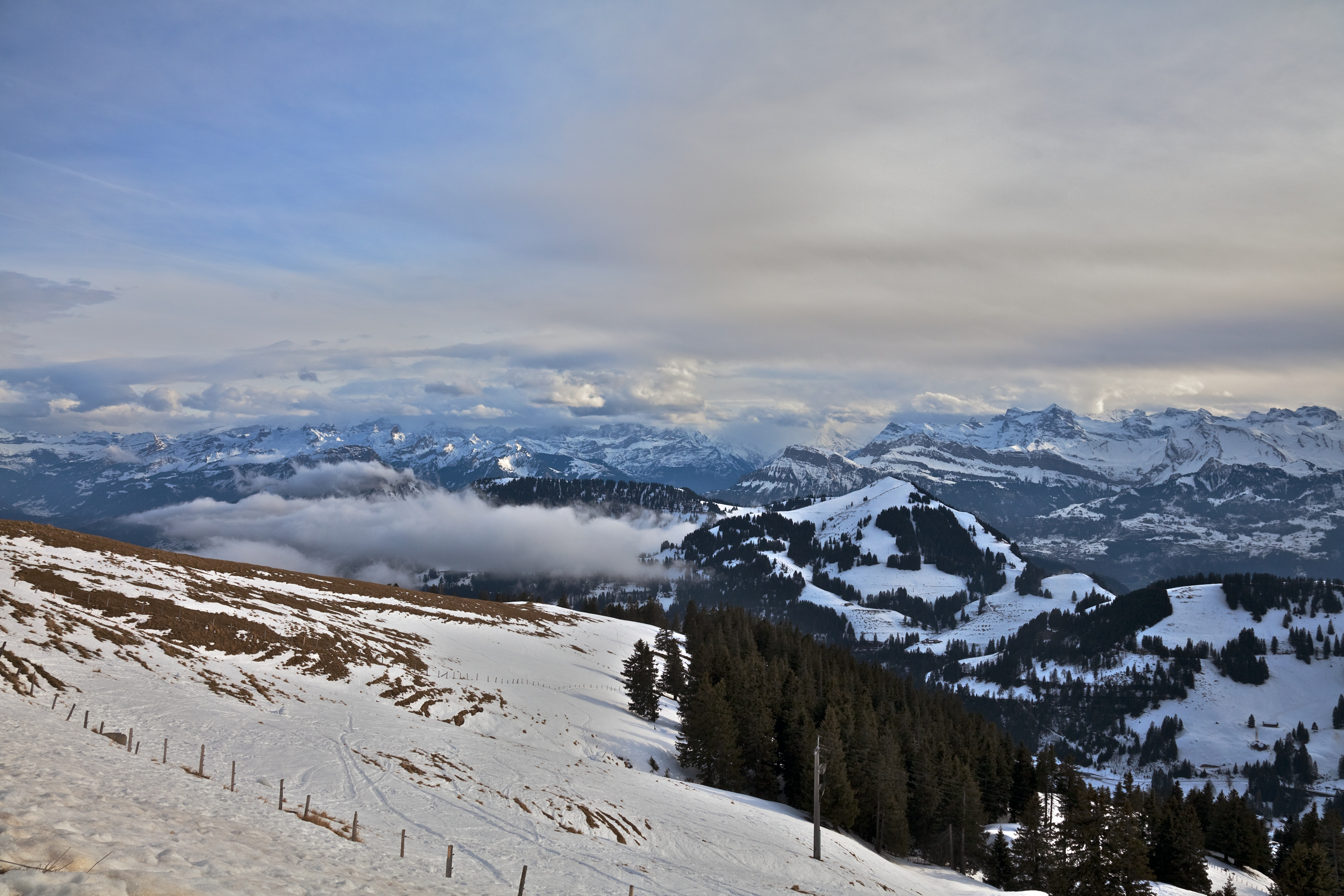
리기 쿨름에서 본 스위스 중부 알프스의 풍경